# Luchthaven Maripasoula
De Luchthaven Maripasoula (Frans: Aérodrome de Maripasoula) is een vliegveld in Maripasoula, Frans-Guyana. Het vliegveld ligt ten noorden van de hoofdplaats bij de Lawarivier op de grens met Suriname.
De non-directional beacon MP bevindt zich bij het vliegveld. Er zijn twee banen, 07-25 is van asfalt en is 1.198 meter lang, 07R-25L is een ongeasfalteerde strook van 1000 meter.

## Reguliere vluchten
Op het vliegveld wordt gevlogen door Air Guyane met als bestemmingen Cayenne-Félix Eboué, Grand-Santi, Saül en Saint-Laurent-du-Maroni. In 2022 waren er drie tot vier dagelijkse vluchten naar Cayenne.